# Abacetus azurescens
Abacetus azurescens is een keversoort uit de familie van de loopkevers (Carabidae).
De wetenschappelijke naam van de soort is voor het eerst geldig gepubliceerd in 1955 door Stefano Ludovico Straneo.